# ذو المعارج (أسماء الله الحسنى)
ذو المعارج اسم من أسماء الله الحسنى، ومعناه: الذي يُعرج إليه بالأرواح والأعمال، وصاحب العلوّ والعظمة والدّرجات الفواضل والنّعم، وخالق السموات التي ترقى فيها الملائكةُ من سماءٍ إلى سماء.

## لغويا
ذو بمعني صاحب وذو المعارج

### ذو
ذو : كلمة يُتَوَصل بها إِلى الوصْف بالأجناس، ملازمة للإضافة إلى الاسم الظاهر، ومعناها: صَاحِب.
يقال: فلان ذو مال، وذو فضل.
ويقال: أتَيتُة ذا صَباح وذا مساء: وقت الصُّبح، ووقت المساء.
ويقال:_ جاءَ من ذي نفسه: طيّعًا.
وطعنه فخرح ذو بَطْنه: أمْعَاؤه.
وسمعت ذا فيه: كلامَه.
ومثَنّاهُ: ذَوَا. والجمع : ذَوُون.

## في القرآن الكريم
ورد مرة واحدة في سورة المعارج في قوله تعالي: ﴿مِنَ اللَّهِ ذِي الْمَعَارِجِ ۝٣ تَعْرُجُ الْمَلَائِكَةُ وَالرُّوحُ إِلَيْهِ فِي يَوْمٍ كَانَ مِقْدَارُهُ خَمْسِينَ أَلْفَ سَنَةٍ ۝٤﴾ [المعارج:3–4]

## أقوال العلماء في معناه
- قال ابن عباس : «أي ذي السماوات ، سماها معارج لأن الملائكة تعرج فيها .»[2]
- وقال سعيد بن جبير : «ذي الدرجات .»[3]
- وقال قتادة : «ذي الفواضل والنعم»

## وصلات خارجية
- حلقات شرح أسماء الله الحسنى لمحمد راتب النابلسي ألقيت في جامع الحمد
- شرح أسماء الله الحسنى
- آيات القرآن في أسماء الله الحسنى ومعانيها باللغة الإنجليزية وصورهم بالخط العربي
- أسماء الله الحسنى

| الرقم | أسماء الله الحسنى | الوليد | الصنعاني | ابن الحصين | ابن منده | ابن حزم | ابن العربي | ابن الوزير | ابن حجر | البيهقي | ابن عثيمين | الرضواني | الغصن | بن ناصر | بن وهف | العباد |
| 181   | ذو المعارج        |        |          |            |          |         |            |            |         |         |            |          |       |         |        |        |
| ----- | ----------------- | ------ | -------- | ---------- | -------- | ------- | ---------- | ---------- | ------- | ------- | ---------- | -------- | ----- | ------- | ------ | ------ |